# Huib van Krimpen

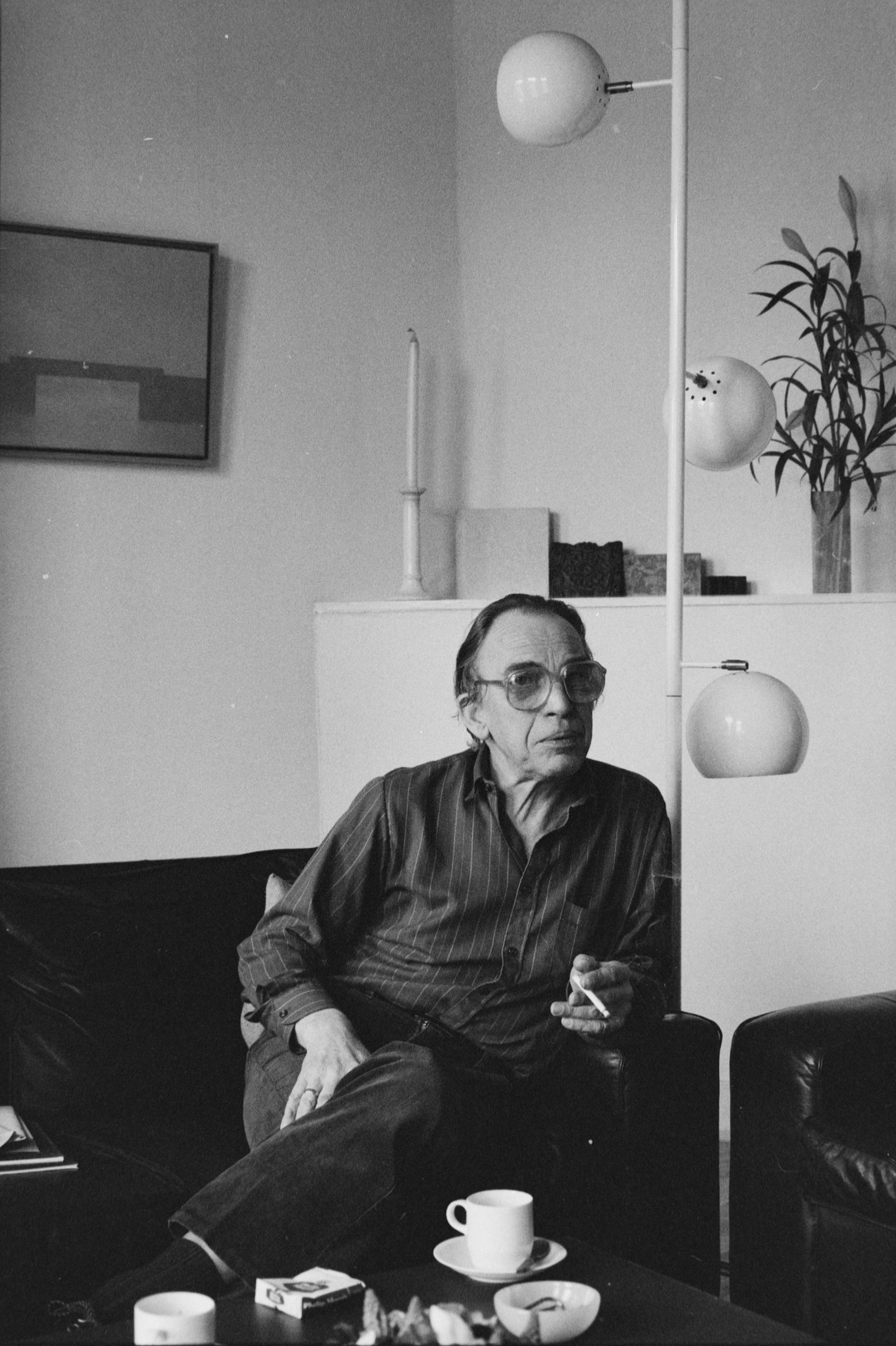
Portret van Huib van Krimpen in Amsterdam, 1983

Huib van Krimpen (Den Haag, 11 maart 1917 – Amsterdam, 2 februari 2002) was een Nederlandse typograaf  en letterontwerper. Daarnaast was hij vertaler en drukker van marginale publicaties.

## Jeugd
Huib van Krimpen was lid van de familie Van Krimpen, en het enige kind van de bekende Nederlandse letterontwerper Jan van Krimpen (1892-1958) en de vertaalster Nini Brunt (1891-1984). Jan van Krimpen had Nini Brunt rond 1910 leren kennen op de avondschool van de Tekenopleiding in Den Haag. Zij was de jongste dochter van een boekhandelaar in de Haagse Gortstraat (om de hoek van de centraal gelegen Spuistraat), Cornelis Brunt.
Huib bracht zijn eerste levensjaren door op Fahrenheitstraat 519 in Den Haag, nabij de Laan van Meerdervoort, uitkijkend op een fabriek van Haagse Hopjes. Nini's oudere zuster Aty trouwde met de schrijver Jan Greshoff, die de familie Van Krimpen van jongs af aan nabij zou blijven. Ook de Maastrichtse drukker en uitgever A.A.M. Stols was al vroeg bevriend met de familie. De Rijswijkse kunstenaar Jan Boon maakte in 1924 een potloodportret van de toen zevenjarige Huib. In 1925 ging Jan van Krimpen werken voor de lettergieterij Koninklijke Joh. Enschedé te Haarlem, en verhuisde het gezin naar Heemstede.
Toen Huib twaalf jaar was, gingen zijn ouders uit elkaar. Zijn moeder ging op zichzelf wonen in Amsterdam, ze moest voortaan voor zichzelf zorgen en zou altijd alleen blijven. Huib bleef bij zijn vader, die een goede baan had in een tijd waarin armoede en werkloosheid gewoon was; hij hertrouwde met Catharina ten Houte de Lange (1899-1937), redactrice van het culturele geïllustreerde maandblad Op de Hoogte. Het gezin verhuisde naar een riante woning in Heemstede aan de J.H. Weissenbruchlaan 19. 

## Carrière
Na zijn gymnasium en het staatexamen in juli 1936 begon Huib een rechtenstudie in Amsterdam. Hij voelde zich thuis in het studentenleven, werd lid van het Amsterdamsch Studenten Corps en was van 1938 tot 1941 redacteur van het studentenblad Propria Cures. Van de studie kwam niet veel terecht: "Het studentenleven in die tijd was heerlijk. Ik had het veel te druk om te studeren" Vanwege een dreigend conflict met de Duitse bezetter moest de hele redactie uiteindelijk aftreden.
Van Krimpen trad in het begin van de oorlogsjaren in dienst bij Uitgeverij Contact in Amsterdam, maar na de invoering van de Nederlandsche Kultuurkamer was er weinig werk meer, en moest hij ontslag nemen. Daarna ging hij werken bij Drukkerij Trio in Den Haag als assistent van A.A.M. Stols, die daar toen adjunct-directeur was. Stols kende Huib al als kleuter, en was een goede vriend van Huibs beide ouders.
Stols wilde bij zijn indiensttreding bij Drukkerij Trio zijn eigen uitgeverij niet opgeven. Dat mocht, maar dan moest hij wel een assistent erbij nemen voor de dagelijkse werkzaamheden. Dat werd Huib van Krimpen. De boeken die Stols uitgaf, werden in Maastricht gedrukt bij Boosten & Stols, de drukkerij van zijn familie. Als Stols niet in Den Haag bij Trio was, dan moest de jonge Van Krimpen Stols' plaats innemen. Zo deed hij veel ervaring op in praktische typografie. Hij leerde het drukkersvak van de typograaf Henri Friedländer en door twee cursussen te volgen bij de Amsterdamsche Grafische School. Op zijn beurt was hij een leraar van de drukker Emile Puettmann, de eerste voorzitter van de stichting Drukwerk in de Marge.
In de oorlogsjaren begon Van Krimpen een privé-uitgeverijtje met de fancy-naam Le lapin et le chat. Zijn connecties met uitgevers en drukkerijen kwamen daarbij goed van pas. Hij publiceerde er enkele buitenlandse teksten mee, vier gedichten van de drukker-uitvinder Charles Cros, een serie Duitstalige gedichten van Jean Cocteau en een boekje van Paul Éluard. Aan deze boeken werkten Huibs moeder, de als vertaalster bekend geworden Nini Brunt mee: zij zorgde voor het marmeren van de omslagen. Mimi Nooteboom tekende er vignetten voor. Ook gaf hij een boekje uit van zijn oom Jan Greshoff, Catrijntje Afrika (met een tekening van Tinus van Doorn), gedichten van Langston Hughes en van Max de Jong, plus het door Nini Brunt vertaalde verhaal De gedaanteverwisseling van Franz Kafka, waarvan de tien luxe-exemplaren een originele tekening bevatten van Bertram Weihs.
Op 17 februari 1943 trouwde Van Krimpen met Mimi Nooteboom (1918-2000) uit Rotterdam. Ze betrokken een kleine hofjeswoning aan de Bankastraat 9 te Den Haag. Daar werd op 25 april 1944 hun zoon Joan geboren. Dit huwelijk duurde maar kort, al in september 1945 werd de scheiding vastgelegd. Een jaar later hertrouwde hij. In de jaren vijftig werd het gezin met twee zonen verrijkt. 

### Boekverzorger

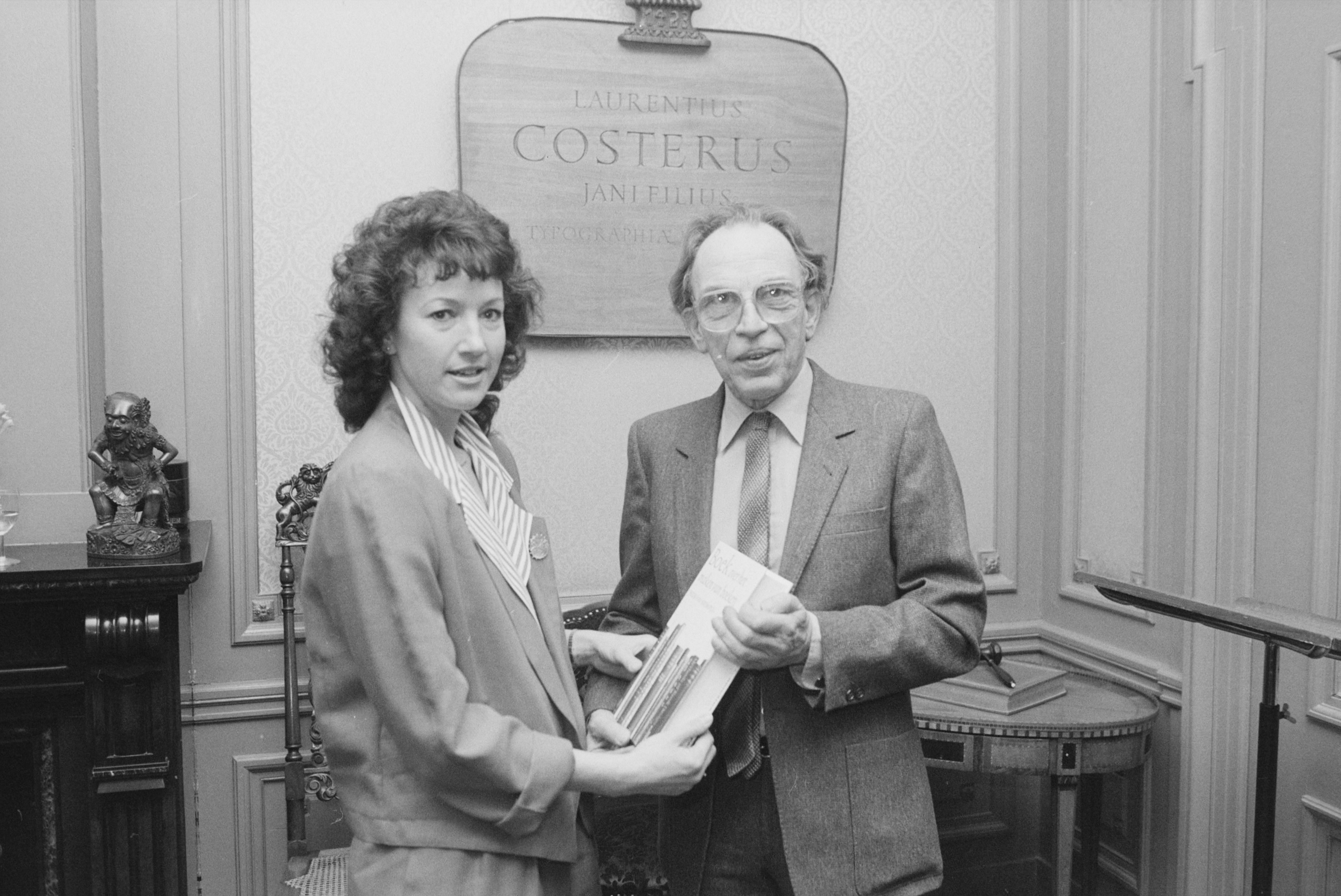
Overhandiging boek Boeken over het maken van boeken aan Huib van Krimpen, 1968

Na de oorlog kreeg Van Krimpen veel waardering voor zijn werk als boekverzorger. Dat leidde tot een reeks van prijzen:
- 1949: Staatsprijs voor Typografie.[4] Huib van Krimpen was de eerste die met deze prijs bekroond werd.
- 1949: H.N. Werkmanprijs, een eervolle vermelding voor de vormgeving van Archivum chirurgicum Neerlandicum, een tijdschrift van de uitgeverij S. Gouda Quint-D. Brouwer & Zoon te Arnhem.
- 1950: Staatsprijs voor Typografie voor het ontwerp van de reeks Gastmaal der eeuwen van uitgeverij Van Loghum Slaterus te Arnhem, en Drukkerij Thieme in Nijmegen.[5]
- 1951: H.N. Werkmanprijs voor Archivum chirurgicum Neerlandicum en de layout van boeken voor uitgeverij S. Gouda Quint-D. Brouwer & Zoon te Arnhem.

In het jaar 1958 overleed zijn vader Jan van Krimpen geheel onverwacht. Zoon Huib had niet zo'n goede verhouding met zijn vader, maar nu kreeg hij een flinke erfenis. En met dat geld kon hij een eigen woning kopen in het Gooise Huizen. Maar ook zijn tweede huwelijk strandde uiteindelijk in december 1963. Ongeveer een jaar later hertrouwde hij met Will Jongman. Zij was de dochter van Albert Jongman, de directeur van Drukkerij Holland te Amsterdam. Ook haar moeders familie zat in het drukkerijwezen: haar oom G.J. van der Woude was directeur geweest van uitgeverij W. de Haan, en had met zowel vader als zoon Van Krimpen samengewerkt. 
Ruim vijftig jaar oefende Huib van Krimpen het vak van boekverzorger uit. Hij noemde zichzelf wel letter-kundige, en publiceerde tot op hoge leeftijd artikelen in allerlei vakbladen over typografie en aanverwante onderwerpen. Hij wisselde vaak van werkkring, soms was hij een zelfstandig ondernemer, dan weer werknemer in vaste dienst, maar hij werkte zelden ergens voor lange tijd.
In 1954 volgde Huib van Krimpen zijn vader en ook zijn eigen leermeester A.A.M. Stols op als docent Boekverzorging bij het Antwerpse Plantijn Genootschap, nu Plantin Instituut voor Typografie. Naar zijn oordeel moest typografie de tekst ondersteunen, niet domineren, en zo zorgen voor een prettig leesbaar boek. Het onderzoek daarnaar testte hij uit op zijn studenten. En dat leidde tot zijn standaardwerk, Boek over het maken van boeken (1966). Deze volumineuze uitgave was geheel in kostbare boekdruk uitgevoerd, en werd snel uitverkocht. Dat was ook het geval bij de tweede, herziene en vermeerderde editie, die precies twintig jaar later uitkwam, in 1986.
In 1961 werd Van Krimpen directeur van de Coöperatieve Export-organisatie van de Vereniging van Clichéfabrikanten Nepea, een organisatie die zich met clichés en hun verspreiding over de wereld bezighield. Omdat de techniek van het gebruik van clichés verouderde, hield het bedrijf op te bestaan, en werd hij directeur van uitgeverij A.L. van Gendt, gespecialiseerd in kunstgeschiedenis. Daar produceerde Van Krimpen rond 1970 een aantal standaardwerken over schilders en drukkers, waar hij zelf een belangrijk aandeel had in de typografie, onder andere over de etsen van Rembrandt, het grafische werk van Albrecht Dürer en zijn familie, over Jan van Goyen, Dirck Barendsz en het boek The Golden Compasses over de drukkerij van Plantijn. 
Daarnaast was Huib van Krimpen werkzaam als vertaler, vooral van werk dat met boekverzorging te maken had, maar ook van Joseph Roth en Bruno Frank. Voor vertaalwerk alleen om den brode gebruikte hij het pseudoniem 'H. de Rétrécy', naar het Franse woord rétrécir, dat 'krimpen' betekent.

## Margedrukwerk
Van Krimpen was een enthousiast marginaal drukker en lange tijd bestierde hij een eigen bibliofiele drukpers, de Blauwe Maandag Pers, actief van 1975 tot ongeveer 1984. Naast boekdrukker was hij langdurig voorzitter van de Stichting Drukwerk in de Marge, waarvan de doelstelling was het ambachtelijk drukken van boeken in stand te houden en te promoten.
Bij zijn 65e verjaardag in 1982 werd hem door zijn mede-margedrukkers een huldeboek aangeboden, het eerste in een lange traditie van feestelijke verzamel-uitgaven van marginale drukkers.

## Uitgaven van de Blauwe Maandag Pers
- 1975: Blauwe Maandag Pers, plano met letterproef
- 1976: De sluimrende. Gedicht, Jan Pieter Heije (1809-1876)
- 1977: L'imprimerie est une vray abisme ..., Christophe Plantin (ca. 1520-1589)
- 1977: Die swaerste conste, Jan van Boendale (ca. 1280-1351)
- 1978: Prediker = Koheleth = Ecclesiastes = Der Prediger = L'ecclésiaste,
- 1978: Schelpen = Muscheln, Wolfgang Borchert (1921-1947)
- 1979: Boek typografie = Book typography = Buchtypografie
- 1984: De metro van Praag, Herman Hendrik ter Balkt (1938-2015)[7]

## Bron
- Paul Snijders & Marieke van Delft, met medewerking van Fokas Holthuis, De Couturedoos, Van Krimpen-vondsten voor het huis van het boek, Den Haag, Stichting Vrienden Museum Meermanno, 2022

- Biografisch Portaal: 83931275
- Digitale Bibliotheek voor de Nederlandse Letteren: krim001
- Gemeinsame Normdatei: 172197376
- International Standard Name Identifier: 0000 0003 5868 6706
- Nederlandse Thesaurus van Auteursnamen: 06956616X
- RKD-Nederlands Instituut voor Kunstgeschiedenis: 240518
- Virtual International Authority File: 209296118
- WorldCat: E39PBJrm7jw66fBTRHgpJGpVmd